# 三澤興一
三澤 興一（みさわ こういち、1974年6月8日 - ）は、埼玉県入間郡大井町（現：ふじみ野市）出身の元プロ野球選手（投手）。2001年6月までの登録名は「三沢興一」（読みは同じ）。
アトランタオリンピック野球の銀メダリスト。現在は読売ジャイアンツ三軍投手チーフコーチを務める。

## 経歴

### プロ入り前
帝京高校では1991年春夏、1992年春夏の4季連続甲子園出場を果たす。2年秋の明治神宮大会では決勝で松井秀喜を擁する星稜高校に敗れた。高校通算29本塁打を記録するなど3年時はエースで4番だった。
1992年の第64回選抜大会では4連投の末、決勝戦で東海大相模高校を3-2で破り、優勝を果たす。同年の第74回全国選手権では1回戦で尽誠学園高校に0-1で敗れ、春夏連覇の夢を絶たれる。
早稲田大学では1年生の春から登板し、秋の明治神宮大会では準決勝で2回から登板すると8回を無失点で公式戦初勝利。以降は織田淳哉の後を継いでエースとして活躍する。リーグ通算65試合登板31勝16敗、防御率2.10、402奪三振。1995年春季と1996年春季の2回ベストナインに選ばれる。東京六大学野球での奪三振数は、和田毅、江川卓に次いで第3位を誇る。
1996年アトランタオリンピックでは日本代表に選ばれ、大学生にもかかわらず、初戦のオランダ戦に先発し勝利を挙げるなど3試合に先発、1試合リリーフの合計4試合登板し、銀メダル獲得に貢献する。
1996年度ドラフト会議にて読売ジャイアンツから3位指名を受けて入団。

### プロ入り後
1997年、新人ながら一軍で中継ぎ・抑えと登板し、翌年以降には先発・中継ぎ・抑えと全てのポジションを担う便利屋として活躍。2000年はチームのリーグ優勝及び日本一にも貢献している。
2001年6月、玉峰伸典と共に田畑一也、真木将樹との交換トレードで大阪近鉄バファローズへ移籍。移籍を機に登録名を「三澤興一」に改めた。移籍初登板となった7月30日の千葉ロッテ戦でビハインドの場面で登板、チームが逆転して勝利投手になるなど、ゲームを立て直して打線の奮起を促し逆転を呼び込むことが多く、後半戦だけの登板ながら7連勝する活躍でこの年の近鉄のリーグ優勝に大きく貢献する。その後も中継ぎの一角として活躍。
2004年に当時の堀内恒夫新監督たっての希望により、根市寛貴+金銭のトレードで巨人に復帰する。3勝したものの怪我もあり15試合の登板にとどまり、10月7日に戦力外通告を受ける。
その後のトライアウトでヤクルトスワローズに合格。
2005年シーズン前のオフに右脹脛肉離れに見舞われ大きく出遅れ、10月にずれ込んだシーズン一軍初登板では1回6失点など過去最低の成績に終わる。
2006年は一軍登板がなく、再び戦力外通告を受け退団。2度のトライアウトを経て中日ドラゴンズに合格する。
2007年も一軍登板はなく、10月に3度目の戦力外通告を受ける。その直後のトライアウトには2回とも参加しなかった。
2008年からは、メジャーリーグに挑戦するため、アメリカで活動した。入団テストを兼ねシカゴ・ホワイトソックスのマイナー・キャンプに参加したものの、キャンプ途中で解雇された。その後、同年6月にアメリカ独立リーグ・ノーザンリーグのゲーリー・サウスショア・レイルキャッツと契約。29試合に登板し7勝1敗6セーブ、防御率1.69、54奪三振の成績で、チームはプレーオフに進出し、プレーオフでも救援で好投し実力を十分に発揮した。冬期も、ドミニカ共和国とベネズエラのウィンターリーグにも出場して投球を続け、1年間を通じて故障もなくプレーした。
その後、アメリカ・ロサンゼルス郊外のコンプトン市内の大学内に、無料で野球育成プログラムを提供する施設アーバン・ユース・アカデミーでメジャー球団との契約を目指して自主トレを続けていた。竹岡和宏とは共に自主トレをしていた。
2009年5月19日にアメリカ独立リーグ・ゴールデンベースボールリーグのロングビーチ・アーマダと契約。伊良部秀輝と同僚となった。

### 現役引退後
2010年4月に現役を引退。同年6月には巨人のスコアラーになった。2016年10月26日、巨人の二軍投手コーチに就任した。
2017年、11月25日から台湾で開催される2017アジアウインターベースボールリーグにおいて、NPBイースタン選抜の投手コーチを務める。
2019年シーズンは、ファーム投手コーチに配置転換されたが、2019年5月31日から、一軍投手コーチに配置転換された。これにより、一軍投手コーチは3人体制となった。8月2日付けでファーム投手コーチに戻った。
2021年シーズンは三軍投手コーチに就任したが、5月24日に二軍投手コーチに配置転換された。
2022年10月13日、2023年シーズンから二軍投手チーフコーチに配置転換されることが発表された。
2023年10月16日、2024年シーズンから三軍投手チーフコーチに配置転換されることが発表された。

## 人物
松井秀喜と親友で、高校時代はいたる所で会っていたという。2年時の明治神宮大会決勝戦で松井の星稜と戦った際には、松井相手に4四球（2敬遠）をするも、他の打者に打たれたため8-13で敗れて準優勝となる。3年時の第74回選手権大会では『対戦するなら決勝でやりたいね』とお互い語り合っていたという。自分たちの夢は叶わなかったが、3年後の第77回選手権大会にてお互いの母校が決勝で対戦することになった。
日曜日朝の情報系番組『ザ・サンデー』において、質実剛健キャラの石井浩郎や川上憲伸に対抗し、ゆるキャラの「前略・三沢興一です」のコーナーがあった（そのテーマ曲も「アイネ・クライネ・ナハトムジーク」をコミカルにアレンジした曲だった）。このコーナーは近鉄移籍初期まで放送された。

## 詳細情報

### 年度別投手成績
| 年 度     | 球 団     | 登 板 | 先 発 | 完 投 | 完 封 | 無 四 球 | 勝 利 | 敗 戦 | セ 丨 ブ | ホ 丨 ル ド | 勝 率 | 打 者 | 投 球 回 | 被 安 打 | 被 本 塁 打 | 与 四 球 | 敬 遠 | 与 死 球 | 奪 三 振 | 暴 投 | ボ 丨 ク | 失 点 | 自 責 点 | 防 御 率 | W H I P |
| --------- | --------- | ----- | ----- | ----- | ----- | -------- | ----- | ----- | -------- | ----------- | ----- | ----- | -------- | -------- | ----------- | -------- | ----- | -------- | -------- | ----- | -------- | ----- | -------- | -------- | ------- |
| 1997      | 巨人      | 35    | 0     | 0     | 0     | 0        | 3     | 4     | 2        | --          | .429  | 253   | 57.1     | 53       | 7           | 32       | 0     | 3        | 46       | 2     | 0        | 31    | 29       | 4.55     | 1.48    |
| 1998      | 巨人      | 43    | 7     | 0     | 0     | 0        | 3     | 5     | 3        | --          | .375  | 358   | 82.0     | 87       | 7           | 37       | 3     | 2        | 53       | 2     | 0        | 43    | 35       | 3.84     | 1.51    |
| 1999      | 巨人      | 36    | 8     | 0     | 0     | 0        | 5     | 3     | 0        | --          | .625  | 334   | 79.1     | 79       | 10          | 20       | 1     | 4        | 56       | 2     | 0        | 37    | 35       | 3.97     | 1.25    |
| 2000      | 巨人      | 41    | 2     | 0     | 0     | 0        | 1     | 1     | 1        | --          | .500  | 268   | 65.2     | 64       | 6           | 14       | 3     | 3        | 38       | 3     | 0        | 17    | 17       | 2.33     | 1.19    |
| 2001      | 巨人      | 2     | 1     | 0     | 0     | 0        | 0     | 1     | 0        | --          | .000  | 20    | 3.0      | 9        | 0           | 2        | 0     | 1        | 1        | 0     | 0        | 6     | 6        | 18.00    | 3.67    |
| 2001      | 近鉄      | 21    | 0     | 0     | 0     | 0        | 7     | 0     | 0        | --          | 1.000 | 143   | 33.2     | 31       | 4           | 9        | 0     | 0        | 25       | 0     | 0        | 17    | 15       | 4.01     | 1.19    |
| '01計     | 近鉄      | 23    | 1     | 0     | 0     | 0        | 7     | 1     | 0        | --          | .875  | 163   | 36.2     | 40       | 4           | 11       | 0     | 1        | 26       | 0     | 0        | 23    | 21       | 5.15     | 1.39    |
| 2002      | 近鉄      | 53    | 0     | 0     | 0     | 0        | 4     | 2     | 0        | --          | .667  | 251   | 59.2     | 62       | 7           | 14       | 2     | 2        | 43       | 0     | 0        | 29    | 28       | 4.22     | 1.27    |
| 2003      | 近鉄      | 48    | 0     | 0     | 0     | 0        | 2     | 2     | 0        | --          | .500  | 186   | 42.2     | 44       | 8           | 18       | 2     | 0        | 26       | 2     | 0        | 20    | 16       | 3.38     | 1.45    |
| 2004      | 巨人      | 15    | 0     | 0     | 0     | 0        | 3     | 0     | 0        | --          | 1.000 | 80    | 19.2     | 22       | 3           | 4        | 1     | 1        | 17       | 0     | 0        | 10    | 10       | 4.58     | 1.32    |
| 2005      | ヤクルト  | 2     | 0     | 0     | 0     | 0        | 0     | 0     | 0        | 0           | ----  | 14    | 2.0      | 8        | 1           | 0        | 0     | 0        | 1        | 0     | 0        | 6     | 6        | 27.00    | 4.00    |
| 通算：9年 | 通算：9年 | 296   | 18    | 0     | 0     | 0        | 28    | 18    | 6        | 0           | .609  | 1907  | 445.0    | 459      | 53          | 150      | 12    | 16       | 306      | 11    | 0        | 216   | 197      | 3.98     | 1.37    |

### 記録
初記録
- 初登板：1997年4月29日、対阪神タイガース5回戦（東京ドーム）、9回表に5番手として救援登板・完了、1回無失点
- 初奪三振：1997年4月30日、対阪神タイガース6回戦（東京ドーム）、4回表にフィル・ハイアットから
- 初セーブ：1997年5月27日、対広島東洋カープ7回戦（福岡ドーム）、8回表二死に3番手として救援登板・完了、1回1/3を無失点
- 初勝利：1997年6月15日、対広島東洋カープ13回戦（東京ドーム）、6回表に2番手として救援登板、3回2失点
- 初先発・初先発勝利：1998年8月16日、対阪神タイガース20回戦（東京ドーム）、6回2失点

### 背番号
- 31（1997年 - 2001年6月）
- 26（2001年6月 - 2003年）
- 25（2004年）
- 12（2005年）
- 38（2006年）
- 70（2007年）
- 73（2017年 - 2020年）
- 101（2021年）
- 85（2022年 - 2023年）
- 100（2024年 - ）

### 代表歴
- 1996年アトランタオリンピック:日本代表
- 2017アジアウインターベースボールリーグ：NPBイースタン選抜：投手コーチ[8]